# Oldenburg (Familienname)
Oldenburg ist ein deutscher Familienname.

## Namensträger

### Adelsgeschlechter
- ein Fürstengeschlecht norddeutschen Ursprungs, siehe Haus Oldenburg
- ein Adelsgeschlecht mecklenburgischen Ursprungs, siehe Oldenburg (mecklenburgisches Adelsgeschlecht)

### Herrscher
- Christian I. (Oldenburg) (um 1123–um 1167), Graf von Oldenburg
- Christian II. (Oldenburg) (vor 1209–1233), Graf von Oldenburg
- Christian III. (Oldenburg) († 1285) Graf von Oldenburg
- Christian IV. (Oldenburg) (1302–1323), Graf von Oldenburg
- Christian V. (Oldenburg) (um 1342–1399), Graf von Oldenburg
- Christian VI. (Oldenburg) († 1421), Graf von Oldenburg
- Christian IX. (Oldenburg-Delmenhorst) (1612–1647), Graf von Delmenhorst

### Familienname
- Adam Christopher Oldenburg (1736–1803), dänischer Generalmajor
- Adolf von Oldenburg (1898–?), deutscher Politiker (SPD)
- Alexandra von Oldenburg (1838–1900), deutsche Prinzessin und Nonne
- Anton Günther Herzog von Oldenburg (1923–2014), deutscher Adliger, Chef des Hauses Oldenburg
- Bernhard Vollrad von Oldenburg (1744–1805), deutscher Offizier
- Botho von Oldenburg (1814–1888), deutscher Großagrarier und Politiker
- Brandon Oldenburg (* 1973/74), US-amerikanischer Animator
- Christel Oldenburg (* 1961), deutsche Politikerin (SPD) und Historikerin
- Christian von Oldenburg († 1192), oldenburgischer Kreuzfahrer
- Christian Meyer-Oldenburg (1936–1990), deutscher Schriftsteller
- Christoph von Oldenburg (1504–1566), deutscher Söldnerführer
- Claes Oldenburg (1929–2022), schwedischer Künstler
- Dietrich Oldenburg (* 1933), deutscher Schriftsteller und Beamter
- Dirk Oldenburg (* 1967), deutscher Volleyballspieler
- Eduard Oldenburg (1882–1965), deutscher Landwirt und Politiker
- Egilmaar von Oldenburg († 1217), deutscher Geistlicher, Domherr in Münster
- Elard von Oldenburg-Januschau (1855–1937), deutscher Großagrarier, Lobbyist und Politiker, MdR
- Elimar von Oldenburg (1844–1895), deutscher Komponist, Schriftsteller und Militär
- Emilie von Oldenburg (1614–1670), Regentin von Schwarzburg-Rudolstadt
- Ernst Oldenburg (1914–1992), deutscher Maler und Bildhauer
- Felix Oldenburg (* 1976), deutscher Verbandsmanager, Sozialunternehmer und Publizist
- Ferdinand August Oldenburg (1799–1868), deutscher Schauspieler, Schriftsteller, Lithograf und Fotograf
- Franz Pehr Oldenburg (1740–1774), schwedischer Pflanzensammler
- Fred S. Oldenburg (1937–2016), deutscher Politologe und Ökonom
- Friedrich Gustav von Oldenburg (1791–?), russischer General
- Georg von Oldenburg (1784–1812), Prinz des Herzogtums Oldenburg
- Georg Friedrich von Oldenburg (1694–1758), deutscher Generalmajor
- Georg Ludwig von Oldenburg (1855–1939), deutscher Offizier und Standesherr
- Günter Oldenburg (Radsportler) (1930–2016), deutscher Radsportler
- Günter Oldenburg (General) (1931–2010), deutscher Generalmajor
- Helene Oldenburg (1868–1922), österreichische Afrikaforscherin, Autorin und Fotografin
- Henry Oldenburg (auch Henry Oldenbourg; ≈1618–1677), deutscher Diplomat und Naturphilosoph
- Horst Oldenburg (* 1939), deutscher Radrennfahrer
- Ingeborg Alix von Oldenburg (1901–1996), deutsche Adlige, Mitglied des SS-Helferinnenkorps
- Ingeburg von Oldenburg († 1407), deutsche Geistliche, Äbtissin in Freckenhorst
- Jakob von Oldenburg-Delmenhorst (1463–1484), deutscher Pirat
- Jessica Oldenburg (* 1991), deutsche Handballspielerin, siehe Jessica Inacio
- Joachim von Oldenburg (1551–1622), deutscher Jurist und Hofbeamter
- Johann Oldenburg (Politiker) (15. Jahrhundert), deutscher Politiker, Lübecker Ratsherr
- Johann Heinrich von Oldenburg († nach 1779), preußischer Major
- Julius Rudolf Christof von Oldenburg (* 1735), deutscher Offizier
- Jürgen Oldenburg (1926–1991), deutscher Politiker (SPD)
- Katja Oldenburg-Schmidt (* 1959), deutsche Politikerin
- Lotte Oldenburg-Wittig (1896–1982), deutsche Malerin, Grafikerin und Illustratorin
- Louise Oldenburg, Ehename von Louise Moltke (1808–1839), deutsche Schauspielerin
- Ludwig Oldenburg (1844–1909), deutscher Pädagoge, Journalist und Schriftsteller
- Manfred Oldenburg, deutscher Regisseur
- Marloes Oldenburg (* 1988), niederländische Ruderin
- Nikolaus von Oldenburg (1897–1970), deutscher Erbgroßherzog
- Nikolaus von Oldenburg-Delmenhorst († 1447), deutscher Geistlicher, Erzbischof von Bremen
- Otto Oldenburg (1899–1994), deutscher Maler
- Peter von Oldenburg (1812–1881) (1812–1881), Prinz von Oldenburg
- Ray Oldenburg (1932–2022), US-amerikanischer Soziologe und Stadtplaner
- Reinhard Oldenburg (* 1967), deutscher Mathematiker und Hochschullehrer
- Richard Oldenburg (1933–2018), US-amerikanischer Kunsthistoriker
- Rudolf Oldenburg (1879–1932), österreichischer Handelsreisender, Afrikaforscher und Fotograf
- Sergei Fjodorowitsch Oldenburg (1863–1934), russischer Wissenschaftler
- Simone Oldenburg (* 1969), deutsche Politikerin (Die Linke)
- Sven Oldenburg (* 1973), deutscher Fußballspieler
- Thomas Oldenburg (* 1965), deutscher Fußballspieler und -trainer
- Tim Oldenburg (* 1992), deutscher Basketballspieler
- Vincent Oldenburg (1759–1833), deutscher Jurist
- Volker Oldenburg (* 1966), deutscher Übersetzer; erhielt 2020 den Übersetzerpreis der Heinrich-Maria-Ledig-Rowohltstiftung
- Zoé Oldenburg (1916–2002), russische Malerin, Historikerin und Schriftstellerin